# Jan Østervold
Jan Olsen Østervold (født 8. december 1876 i Austevoll, død 10. januar 1945 i New York City) var en norsk sejler, som deltog i OL 1920 i Antwerpen.
Ved OL 1920 deltog Østervold i 12-meter klassen (1907 regel) i båden Atlanta, som hans bror Henrik Østervold ejede og var styrmand på, og da denne båd var eneste deltager, var guldmedaljen sikker, da båden gennemførte de tre sejladser. Deres brødre Ole Østervold og Kristian Østervold udgjorde sammen med Hans Stoermann-Næss, Lauritz Christiansen, Halvor Møgster, Rasmus Birkeland og Halvor Olai Birkeland bådens øvrige besætning.